# Портик Аргонавтів

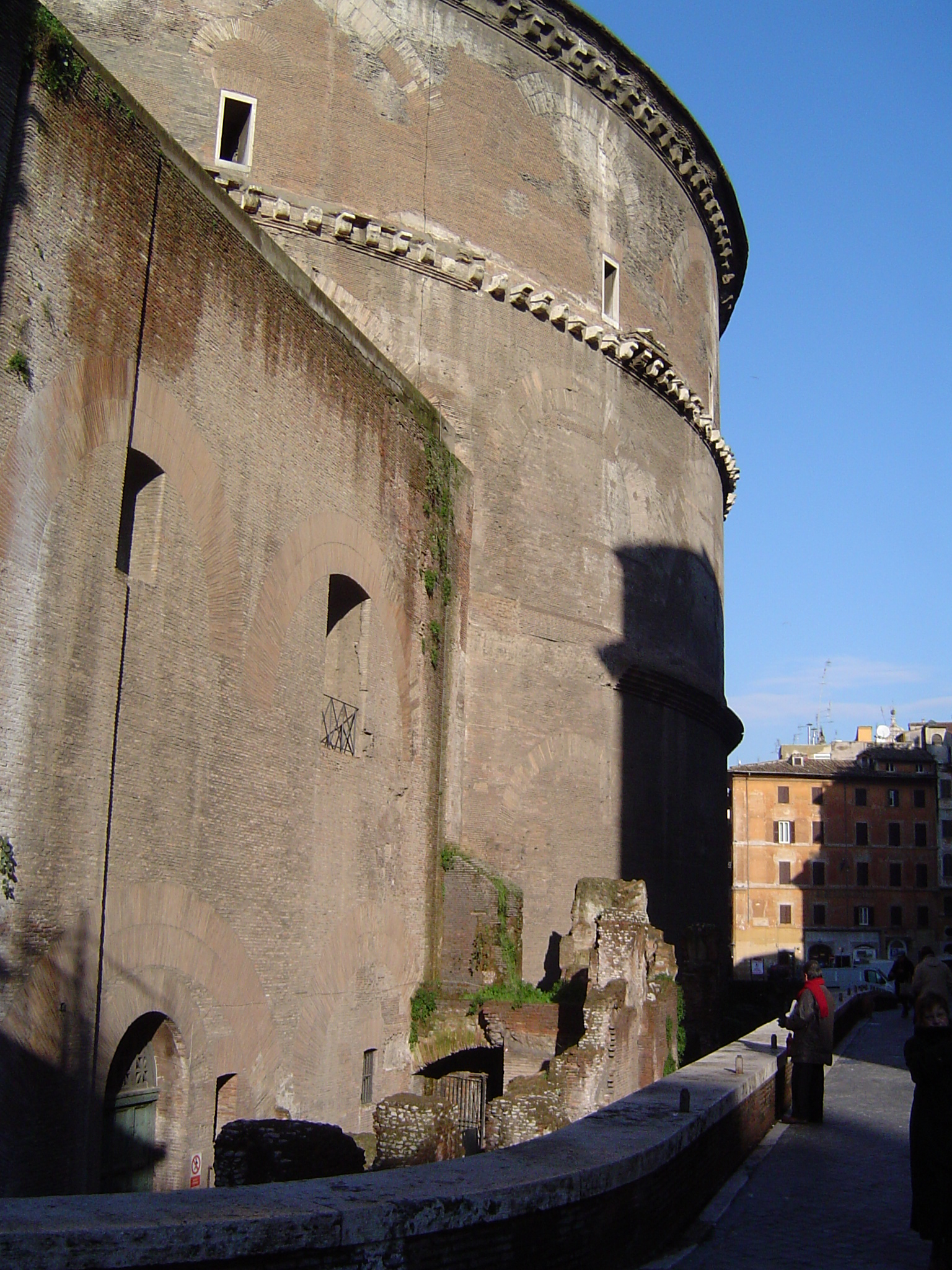
Рештки портику Аргонавтів

Портик Аргонавтів (лат. Porticus Argonautarum) — портик у Стародавньому Римі, був фактично західною стіною Септи Юлія. Зведено Марком Віпсанієм Агріппою у 25 до н. е.

## Історія
У 31 до н. е. Октавіан Август виступив з ініціативою звести портик на честь його морських звитяг у битві при Акціумі. 
Розпочато у 27 до н. е. Марком Агріппою, яке було завершено у 25 році до н. е. Було розписано сценами з міфу про аргонавтів на чолі із Ясоном. Звідси походить назва цього портику.

## Опис
Розташовувався поруч з базилікою Нептуна, був західною частиною останньої. Портик був прямокутної форми, 108 м завдовжки зі сходу на захід та 98 м завширшки. Південно-східний його кут розташовувався дуже близько до північно-західного кута Септи. Представляв собою досить протяжне місце для прогулянок, було улюбленим ще за часів Доміціана і Траяна. Про нього згадує Марціал та Ювенал.